# Roland Abramczyk
Roland Ludwig Adolf Abramczyk (geboren 27. Januar 1880 in Treuen; gestorben 1938) war ein deutscher Schriftsteller, Lyriker und Lehrer.

## Leben
Abramczyk stammte aus dem sächsischen Vogtland, wo er als Sohn eines Kaufmanns und Fabrikanten geboren wurde. Er besuchte in Treuen ab 1893 das Gymnasium. 1898 ging er an die Universität Leipzig, um neuere Sprachen, Germanistik und Literatur zu studieren. Zum Studienabschluss wechselte er an die Universität Berlin, wo er 1903 zum Dr. phil. promovierte. Das Thema seiner Dissertation lautete „Die Quellen zu Walter Scotts Roman‚ Ivanhoe‘“.
Während seiner Berliner Zeit schloss sich Roland Abramczyk einer Gruppe von Männern an, die unter der Bezeichnung „Neue Gemeinschaft“ einer monistisch-pantheistischen Kulturreligion folgen wollten. Er fühlte sich besonders zu Gustav Landauer, Julius Hart und Bruno Wille hingezogen, die seine weitere Entwicklung beeinflussten. Nach der Studienzeit in Berlin ließ er sich zuerst im polnischen Warschau nieder, wo er für ein Jahr eine Anstellung als Hauslehrer erhalten hatte.
Es zog ihn zurück nach Berlin. In der Nähe der Großstadt erhielt er im Sommer 1904 in Bernau bei Berlin eine Anstellung als Lehrer im dortigen Pädagogium. Nach zwei Jahren ging er zurück nach Berlin und 1907 wurde er wissenschaftlicher Lehrer an der Realschule in Oranienburg. 1908 bestand er sein Oberlehrerexamen. Sein Seminarjahr absolvierte Roland Abramczyk an der Viktoria-Luisen-Schule in Berlin-Wilmersdorf. 1909 wurde er als Oberlehrer an dieser Schule angestellt. Zu Ostern 1912 wechselte er mit Schuljahresbeginn als Direktor des städtischen Mädchen-Lyzeums in die hessische Stadt Eschwege. 1928 war er Studiendirektor in Wittstock und 1930 in Bad Freienwalde.
Roland Abramczyk starb 1938. Sein Grab befindet sich auf dem Friedhof der Dorotheenstädtischen und Friedrichswerderschen Gemeinden in Berlin (Feld CE-3).

## Werke (Auswahl)
- Mein heiliger Frühling (Gedichte), 1903.
- Über die Quellen zu Walter Scotts Roman „Ivanhoe“, Kreipohm, 1903.
- Jugendgericht, wie es sein soll, in: Vossische Zeitung vom 26. Februar 1928.